# مانويل كاويرز
مانويل كاويرز (بالإنجليزية: Manuel Kauers)‏ (من مواليد 20 فبراير 1979 في لانشتاين، ألمانيا) وهو عالم رياضيات ألماني وعالم حاسوب. يعمل على الحساب الرمزي وتطبيقاته على الرياضيات المتقطعة. وهو حاليا أستاذ الجبر في جامعة يوهانس كيبلر (JKU) في لينتس، النمسا. وزعيم معهد الجبر في هذه الجامعة. قبل ذلك كان ينتمي إلى معهد بحوث الحوسبة الرمزية (RISC) التابع لتلك الجامعة.
درس كاويرز علوم الكمبيوتر في معهد كارلسروه للتكنولوجيا في ألمانيا من عام 1998 إلى عام 2002 ثم انتقل إلى معهد بحوث الحوسبة الرمزية RISC ، حيث أكمل شهادة الدكتوراه في الحوسبة الرمزية في عام 2005 تحت إشراف بيتر باولي. حصل على شهادة التأهل للأستاذية في الرياضيات من جامعة الملك خالد في عام 2008.
جنبا إلى جنب مع دورون وكريستوف، أثبتت كاويرز اثنين من التخمينات المفتوحة الشهيرة في «التوافقية» باستخدام حسابات الجبر على الكمبيوتر على نطاق واسع. ظهرت البراهين في وقائع الأكاديمية الوطنية للعلوم. يتعلق الأمر الأول بحدوث تخمينات وضعها آيرا جيسيل حول عدد من مسارات المشي الشبكية المقيدة إلى الطائرة الربعية. هذه النتيجة تم تعميمها فيما بعد بواسطة ألين بستان وكاويرز عندما أظهروا باستخدام جبر الكمبيوتر أن وظيفة التوليد لهذه المسارات هي جبرية. كان التخمين الثاني الذي ثبته كاويرز ودورون وكريستوف هو ما يسمى بتخمين Q-TSPP ، وهو صيغة منتج لوظيفة توليد المدار لأقسام متناظرة تمامًا، والتي صاغها جورج أندروز وديفيد روبنز في أوائل الثمانينيات.
في عام 2009 ، حصل كاويرز على Start-Preis ، والتي تعتبر من أرفع الجوائز للعلماء الشباب في النمسا. في عام 2016 ، حصل مع كريستوف كوتشان ودورون زيلبيرغر على جائزة ديفيد بي روبينز من الجمعية الرياضية الأمريكية.